# Shimamaki
Shimamaki (jap. 島牧村 Shimamaki-mura) – wieś w Japonii, w prefekturze Hokkaido, w podprefekturze Shiribeshi. Według danych na rok 2020 miejscowość zamieszkiwało 1 356 mieszkańców , a gęstość zaludnienia wyniosła 3,1 os./km².